# Liste der Straßen in Walsumermark
Die Liste der Straßen in Walsumermark beschreibt das Straßensystem im Oberhausener Stadtteil Walsumermark mit den entsprechenden historischen Bezügen.

## Überblick
Walsumermark ist der nördlichste Stadtteil von Oberhausen. Er liegt im Stadtbezirk Sterkrade und bildet gemeinsam Holten, Barmingholten und Schmachtendorf den Postleitzahlenbezirk 46147. Zum Stadtteil werden statistisch auch die kleinen Ortschaften Brink und Neuköln mit der Siedlung Im Fort gezählt, die keine eigenen Stadtteile sind. Walsumermark alleine wies Ende 2012 8.320 Einwohner auf 3,46 km² Fläche auf, hinzu kommen Brink mit 850 Einwohnern auf 1,83 km² und Neuköln mit 150 Einwohnern auf 2,48 km².
Der Stadtteil wird – zusammen mit Brink und Neuköln und im Norden beginnend – im Uhrzeigersinn folgendermaßen begrenzt: Rotbach zu Bottrop-Kirchhellen, Pfalzgrafenstraße, Buchenweg, Adlerstraße und Sterkrader Wald zu Königshardt, Bundesautobahn 3 zu Schmachtendorf und eine Linie nordöstlich der Hünenbergstraße, der Bach Veilenfurth und eine weitere Linie nördlich der Borbruchstraße zu Dinslaken.
In Walsumermark gibt es 74 benannte Verkehrsflächen, darunter keinen Platz. Davon befinden sich sechs Straßen nur teilweise im Stadtteil:

Der Buchenweg, Zum Ravenhorst und Zum Steinacker werden in Schmachtendorf fortgeführt sowie die Franzosenstraße in Dinslaken. Der Höhenweg wird in Königshardt fortgesetzt, während die Pfalzgrafenstraße als Grenze zwischen Königshardt und Walsumermark dient.
Einige Straßen in der Walsumermark sind nach Baumgattungen benannt. Hierzu zählen der Buchenweg, der Ebereschenweg, die Eibenstraße, die Kiefernstraße, die Lärchenstraße und der Rüsterweg.
An der Grenze Walsumermarks verläuft die Bundesautobahn 3, deren Ausfahrt 9 Dinslaken-Süd sich am nordwestlichen Stadtteilrand, in Brink, befindet.
Zudem durchqueren die Landesstraßen 21 (auf der Hünenbergstraße und dem Höhenweg) und 397 (auf Neukölner und Franzosenstraße) den Stadtteil.
Kein Straßenzug gehört zum Oberhausener Kreisstraßensystem.

## Übersicht der Straßen und Plätze
Die nachfolgende Tabelle gibt eine Übersicht über die vorhandenen Straßen, Wege und Plätze im Stadtteil sowie einige dazugehörige Informationen.
- Name: aktuelle Bezeichnung der Straße oder des Platzes.
- Im amtlichen Straßenverzeichnis nicht aufgeführte Verkehrswege sind mit * gekennzeichnet.
- Länge/Maße in Metern:
- Die in der Übersicht enthaltenen Längenangaben sind gerundete Übersichtswerte, die in Google Earth mit dem dortigen Maßstab ermittelt wurden. Sie dienen Vergleichszwecken und werden, sofern amtliche Werte bekannt sind, ausgetauscht und gesondert gekennzeichnet.
 Bei Plätzen sind die Maße in der Form a × b angegeben.
- Der Zusatz im Stadtteil gibt an, dass die Länge die des Straßenabschnitts innerhalb Walsumermarks ist, sofern die Straße in benachbarte Stadtteile weitergeführt wird.
- Der Zusatz ohne Stichstraßen gibt bei verzweigten Straßen die Länge der „Hauptstraße“ an.
- Der Zusatz (alle Straßenabschnitte zusammen) gibt an, dass die Straße so verwinkelt ist, dass keine „Hauptstraße“ besteht. Stattdessen wird die Länge aller Straßenabschnitte zusammengezählt.
- Herleitung: Ursprung oder Bezug des Namens
- Anmerkungen: zusätzliche Informationen
- Bild: Foto der Straße oder eines anliegenden Objekts

| Name                | Länge/Maße (in Metern)              | Herleitung | Datum der Benennung | Bemerkungen | Bild |
| ------------------- | ----------------------------------- | --- | ------------------- | --- | ---- |
| Am Barmscheidsgrund | 290                                 | Barmscheidsgrund, Gemarkung des alten Barmscheidshofs                                                                                   |                     | Der Barmscheidshof ist schon in der Gründungsurkunde der Prämonstratenser-Abtei Hamborn von 1139 als „in Bantzscheid unum mansum“ erwähnt und wurde vermutlich Ende des 11. Jahrhunderts als Rodungshof der Abtei auf einer Anhöhe des Ravenhorsts gegründet. Seit dem 16. Jahrhundert gehörte er der katholischen Pfarrei von Dinslaken, damit diese die Vikarie St. Antonius besser finanzieren konnte. Erst mit der Aufhebung der Abtei Hamborn durch Napoleon im Mai 1806 ging der Barmscheidshof in Privatbesitz über. 1913 wurde der Hof an die Gutehoffnungshütte verkauft, das baufällige Gebäude wurde schließlich 1974 durch die Thyssen AG abgerissen. Die Straße Am Barmscheidsgrund liegt zwischen Gabelstraße und Zum Ravenhorst in einer Mulde. |      |
| Am Dunkelschlag     | 450                                 | Dunkelschlag, Waldgebiet |                     | Der Teil des Sterkrader Walds zwischen Hiesfelder und Weseler Straße hieß früher Dunkelschlag, da es hier früher einen dichten, dunklen Nadelholzbestand gab. Später übertrug sich der Name auf das gesamte Waldgebiet. Die Straße Am Dunkelschlag führt von der Neukölner Straße als Verlängerung der Gabelstraße bis zum Buchenweg. |      |
| Am Flachskamp       | 210                                 | Feld mit Flachs |                     | Noch bis ins zwanzigste Jahrhundert wurde auf den Flächen der Rheinhauptterrasse Flachs angebaut. Die Straße Am Flachskamp liegt bogenförmig an der Straße Am Heisterkamp. |      |
| Am Flasdieck        | 350                                 | „Flachs-Teich“ |                     | Bei der Leinenzubereitung wurde in Wasserlöchern („Flachsteichen“) der Flachs zum Verrotten liegen gelassen. Ein solches Flachsloch lag früher an der Straße, weshalb sie diesen Namen trägt. Sie führt im Osten Walsumermarks von der Meisenstraße zur Pfalzgrafenstraße. |      |
| Am Heisterkamp      | 200                                 | Heisterkamp, Ort, an dem Jungpflanzen großgezogen werden                                                                                |                     | Ein Heisterkamp ist ein Feld, in dem junge Bäume – vornehmlich Buchen und Eichen – zum Ausgleich für gefällte Bäume angepflanzt wird. Ein solches befand sich in der Nähe der Straße, die eine Stichstraße zur Flachsstraße bildet. |      |
| Am Ringofen         | 260                                 | Ringofen zur Ziegelproduktion |                     | Zwischen 1880 und 1920 befanden sich hier mehrere Ziegeleien, die aus dem Ton, der in der Mittel- und Hauptterrasse des Rheins abgelagert ist, Ziegel und Dachpfannen herstellten. Der Ringofen der Ziegelei Kahlen wurde erst 1955 abgerissen. Die Straße Am Ringofen führt bogenförmig mit einigen Stichstraßen von der Tüsselstraße zur Walsumermarkstraße. |      |
| Am Sandhügel        | 660 alle Straßenabschnitte zusammen | Sandhügel | 1954                | Durch Erosionswinde wurde hier ein langgestreckter Sandhügel gebildet. 1954 bis 1956 errichtete eine Gemeinnützige Siedlungsgenossenschaft 61 landwirtschaftliche Nebenerwerbsstellen für Vertriebene und Flüchtlinge an den Straßen Am Sandhügel und Köstersfeld. Die Straße Am Sandhügel führt bogenförmig von der Lickumstraße weg und wieder zu ihr zurück. Sie liegt nahe bei Brink. |      |
| Am Tannenbusch      | 190                                 | alter Fichtenbestand |                     | Ein kleiner Fichtenwald, der hier früher bestand, war in der weiten Walsumer Heide auffällig, weshalb das Gebiet „Tannenbusch“ genannt wurde. Die Straße Am Tannenbusch verbindet die Kiefernstraße mit Auf der Haardt. |      |
| Am Uhlensterz       | 170 ohne Stichstraßen: 100          | „Uhlensterz“, Name des südlichen Teils des Hiesfelder Waldes                                                                            |                     | Der Name Uhlensterz deutet auf das Ende eines Waldes, in dem viele Eulen leben, hin. Die Straße Am Uhlensterz ist eine kleine Stichstraße zur Walsumermarkstraße. |      |
| Am Veenteich        | 150                                 | „Teich am moorigen Gebiet“ |                     | „Veen“ meint ein mooriges Gebiet. Südlich der Straße befindet sich heute noch ein Biotop um einen kleinen Teich herum, der aber nicht der alte „Veenteich“ sein kann. Er ist nämlich eine ehemalige Lehmgrube der Ziegelei Möllenbruck. Die Straße Am Veenteich ist eine Stichstraße zum Kramtsweg. |      |
| Am Vogelherd        | 280                                 | Vogelherd |                     | In der gesamten Walsumermark lebten früher viele Wacholderdrosseln (Krammetsvögel), deren Fang eine wichtige Einnahmequelle für Königshardter Familien war. Mit Vogelherden lockte man die Drosseln an und fing sie mit Netzen. Der letzte Königshardter Krammetsvogeljäger, Alfred Luft, besaß noch bis 1920 einen Vogelherd zwischen dem Uhlensterz und dem Immenhöfken. Die Straße Am Vogelherd verbindet im Osten Walsumermarks die Meisenstraße mit Zum Brunsloh. |      |
| An den Kopfweiden   | 130                                 | Korb-Weide, Baumgattung |                     | Diese Gemarkung war nur als Feuchtwiese zu nutzen, die von Gräben zum Buchenbach hin entwässert wurde. Die Gräben bestehen bis heute und sind von Korbweiden gesäumt, deren Verdickung am Stammende, das „Kopfholz“, zur Korbflechterei verwendet wird. Die Straße An den Kopfweiden ist eine kleine Stichstraße zu In der Mark. |      |
| An der Pannhütte    | 240                                 | „Dachpfannen-Ziegelei“ |                     | An dieser Straße befand sich früher der Brennofen der Ziegelei Kahlen, die 1894 vom Ziegelmeister H. Kahlen aus Rees gegründet wurde. Zu ihren Hochzeiten förderte sie 5.000 Dachziegel täglich. 1951 wurde die Ziegelei geschlossen, 1955 brach man den Brennofen ab. Die Straße An der Pannhütte führt von der Gabelstraße zum Köstersfeld. |      |
| An der Tongrube     | 230                                 | alte Tongrube |                     | Wie die Straßen An der Pannhütte und An Kahlens Kuhle trägt diese Straße ihren Namen nach der Ziegelei Kahlen, von der sich eine große Tongrube in der Nähe dieser Straße befunden hat. Die Straße An der Tongrube führt bogenförmig von der Tüsselstraße zur Walsumermarkstraße. |      |
| An Kahlens Kuhle    | 290 ohne Stichstraßen: 210          | alte Mergelkuhle |                     | Wie die Straßen An der Pannhütte und An der Tongrube trägt diese Straße ihren Namen nach der Ziegelei Kahlen, deren Mergelkuhle sich in der Nähe dieser Siedlung befand. An Kahlens Kuhle liegt südlich der Neukölner Straße, es besteht eine Fußverbindung zur Eichsfeldstraße. |      |
| Auf der Haardt      | 500                                 | erinnert an die alte Bezeichnung „Walsumer Haardt“                                                                                      | um 1960             | Schon 1736 verzeichnet eine Karte des Kirchspiels die „Walsumer Haardt“ als Teilgebiet der „Walsumer Mark“, die damals das Gesamtgebiet mit Walsum als Zentrum meinte. Als „Haardt“ wird ein bewaldeter Höhenzug bezeichnet, später wurde der Begriff aber auch für eine Heide oder eine leicht bewachsene Gegend verwendet. Die Straße Auf der Haardt führt von Im Steinhaidchen bis Auf der Höhe. An ihr befindet sich die Zweigstelle Königshardt der Heinrich-Böll-Gesamtschule. Die Straße war bis 1917 Teil der Heidstraße, danach der Lönsstraße. Beim Bau der Autobahn A3 wurde sie abgetrennt und in „Auf der Haardt“ umbenannt. |      |
| Auf der Höhe        | 130                                 | höchste Stelle der Walsumermark |                     | Hier befand sich früher nur ein Fußpfad, der von der Tongrube der Ziegelei Heiermann zur Straße Auf der Haardt einen Hang hinauf führte. An der Kreuzung liegt der höchste Punkt der Walsumermark, von dem aus man weit über Schmachtendorf und Holten hinweg bis nach Walsum und Bruckhausen an den Rhein sehen kann. Auf der Höhe stellt heute eine Stichstraße zu Auf der Haardt dar. |      |
| Auf der Hütung      |                                     | Hier wurden früher Schafe gehütet. |                     | Die Straße Auf der Hütung führt bogenförmig von Im Gemeindegrund weg, um die katholische Kirche St. Theresia vom Kinde Jesu herum und dann wieder zu Im Gemeindegrund hin. Hinter dieser Straße wird sie als Rüsterweg fortgeführt. |      |
| Borbruchstraße      | 900                                 | „Borbruch“, Teil der Schlägerheide | 1917                | Der Name „Borbruch“, der den Teil der nördlichen Schlägerheide östlich der Franzosenstraße bezeichnet, kommt vom ahd. brunno, mhd. borne mit der Bedeutung „Quelle“. Die Borbruchstraße führt von der Franzosenstraße ostwärts in die Schlägerheide hinein. Bis 1917 hieß sie Herderstraße, zuvor Höllenstraße. |      |
| Bruckmannskate      | 130                                 | „Bruckmannskate“, alter Bauernhof | 12. März 2015       | Hier befand sich früher die „Bruckmannskate“, ein kleines Fachwerkhäuschen, das noch um 1920 herum einen Ziehbrunnen und keinen Wasseranschluss besaß. Die Straße Bruckmannskate zweigt vom nördlichen Höhenweg ab. |      |
| Bruckmannsweg       | 1400                                | „Bruckmannskate“, alter Bauernhof |                     | An der Kreuzung Bruckmannsweg/Höhenweg befand sich früher die „Bruckmannskate“, ein kleines Fachwerkhäuschen, das noch um 1920 herum einen Ziehbrunnen und keinen Wasseranschluss besaß. Der Bruckmannsweg führt nordöstlich vom Höhenweg weg in den Hiesfelder Wald. |      |
| Buchenweg           | 1700 im Stadtteil                   | Buchen, Baumgattung | 1917                | Zwischen Buchenweg und Ebereschenweg standen bis 1917 viele hohe Buchen, die wohl Anlass zur Namensgebung gewesen sind. Der Buchenweg führt von der Schmachtendorfer Straße in Schmachtendorf nordostwärts bis zum Höhenweg, hinter dem er als Pfalzgrafenstraße fortgeführt wird. An der Straße befindet sich die Evangelische Kirche Königshardt. Bis 1917 hieß der Höhenweg Königstraße. |      |
| Daniel-Luft-Weg     | 415 ohne Stichstraßen: 280          | Jan Daniel Lufft (1720–1796) war einer der ersten pfälzischen Siedler, die auf die Walsumermark auswanderten und Königshardt gründeten. |                     | Der Daniel-Luft-Weg ist eine Siedlung im Nordosten der Walsumermark, am Höhenweg. |      |
| Ebereschenweg       | 1600 ohne Stichstraßen: 800         | Ebereschen, Baumgattung |                     | Der Ebereschenweg ist eine weit verzweigte Siedlung südlich des Buchenwegs. |      |
| Eibenstraße         | 55                                  | Eiben, Baumgattung | 1936                | Die Eibenstraße ist eine kurze Stichstraße zur Walsumermarkstraße. Früher war sie Zugang zur Hirschkampschule (heute Zweigstelle Königshardt der Heinrich-Böll-Gesamtschule). Bis 1917 hieß sie Querstraße, dann bis 1936 Zwischenweg. |      |
| Eichsfeldstraße     | 830 ohne Stichstraßen: 480          | Eichsfeld, Landschaft zwischen Niedersachsen und Thüringen                                                                              |                     | Die Eichsfeldstraße führt von der Walsumermarkstraße rechtwinklig zu Am Dunkelschlag und hinter dieser Straße rechtwinklig wieder zurück zur Walsumermarkstraße. Viele Stichstraßen sind ihr zugeordnet. Ursprünglich war die Eichsfeldstraße in mehrere Straßen unterteilt: der parallel zur Walsumermarkstraße verlaufende Teil hieß Ringofenstraße, später Sudetenstraße, die Verbindung zwischen den beiden Straßen Hügelstraße. |      |
| Eimersweg           | 280                                 | Gerhard Eimers, 1856–1913, erster Lebensmittelgeschäftsinhaber von Brink                                                                | um 1960             | Gerhard Eimers kam 1895 von Sterkrade nach Brink und errichtete ein Lebensmittelgeschäft. Er kaufte das Sumpfgebiet rund um Brink herum auf und ließ Pfeilstraße und Starenweg darin anliegen. Der Eimersweg liegt in Brink und führt von der Hünenbergstraße zur Pfeilstraße. Bis zum Bau der Autobahn A3 war der Eimersweg Teil der Straße Zum Steinacker. |      |
| Eitelstraße         | 210                                 | Eitel Friedrich von Preußen, 1883–1942, preußischer Prinz und Generalmajor                                                              | 1883                | Die Eitelstraße führt im Osten Walsumermarks von der Neukölner Straße zur Sudetenstraße. Sie wurde aus Freude über die Geburt des zweiten Sohnes Kaiser Wilhelms II. benannt. |      |
| Findlingsweg        | 120                                 | | 12. März 2015       | Der Findlingsweg zweigt von der nördlichen Lickumstraße ab. |      |
| Flachsstraße        | 400                                 | Flachs |                     | In Walsumermark war der Flachsanbau früher eine der Hauptbetätigungen. Die Flachsstraße führt von der Neukölner Straße zur Walsumermarkstraße. |      |
| Fortstraße          | 1300 im Stadtteil                   | Fort, Seitental des Rotbachs |                     | Der Name des Forts hat nichts mit Festungen zu tun, sondern leitet sich vom kleinen, örtlichen Bach, der „Vellenfurth“, ab. Ein Naturschutzgebiet westlich der Straße trägt den Namen „Im Fort“, genau wie umgangssprachlich auch die kleine Siedlung an der Kreuzung zur Hünenbergstraße. Die Fortstraße führt von dieser Siedlung nordwärts nach Dinslaken, wo sie an der Lingermannstraße endet. |      |
| Franzosenstraße     | 2000 im Stadtteil                   | Die Straße war während der Befreiungskriege ein Rückzugsweg des französischen Heeres.                                                   |                     | Die Franzosenstraße liegt im Nordosten Walsumermarks, am Hiesfelder Wald. Sie führt von der Kreuzung Hirschkampstraße/Höhenweg in Brink als Fortsetzung der Lickumstraße nordwärts durch den Hiesfelder Wald bis nach Dinslaken hinein, wo sie nach etwa 3 Kilometern endet und als Franzosenweg fortgeführt wird. |      |
| Gabelstraße         | 850                                 | Straßenverlauf |                     | Vor dem Bau der Autobahn A3 verband die Gabelstraße Waldhuck- und Neukölner Straße, sodass sie mit der Waldhuckstraße eine Gabel bildete. Dies war Anlass für die Namensgebung. Heute führt die Gabelstraße von der Neukölner Straße als Fortsetzung von Am Dunkelschlag nordwärts nach Brink, wo sie als Starenweg fortgeführt wird. |      |
| Hirschkampstraße    | 800                                 | Hirschkamp, Teil des Hiesfelder Waldes                                                                                                  |                     | Der Name „Hirschkamp“ meinte ursprünglich ein Hirsefeld, das zum alten Barmscheidshof gehörte. Später ging der Name aus Unwissenheit auf das angrenzende Waldstück über. Im Zweiten Weltkrieg waren der Hirschkamp und der angrenzende Hiesfelder Wald ein riesiges Munitionslager, von dem heute noch die Mulden und Wälle im Wald zeugen. Die Hirschkampstraße führt in Brink als Fortsetzung des Höhenwegs hinter der Kreuzung Franzosenstraße/Lickumstraße bis zur Hünenbergstraße. |      |
| Höhenweg            | 1400 im Stadtteil                   | Weg auf der Höhe der Rheinhauptterrasse                                                                                                 | 1937                | Der Höhenweg verläuft auf der höchsten Fläche der Rheinhauptterrasse von Königshardt zum Hirschkamp. Er dient zugleich als Wasserscheide: alle Gewässer westlich vom Höhenweg münden in die Emscher, jene östlich vom Höhenweg in den Rotbach. Der Höhenweg beginnt in Königshardt als Fortsetzung der Hartmannstraße und endet in Brink an der Kreuzung Franzosenstraße/Lickumstraße, hinter der er als Hirschkampstraße fortgeführt wird. |      |
| Hünenbergstraße     | 1600                                | alte Flurbezeichnung | 1917                | Es gibt drei Deutungen des Namens „Hünenberg“: Entweder es handelt sich um - eine Landschaft mit riesigen Bergen (in dem Fall die örtlichen ausladenden Hügel) - oder der Name meint tatsächlich „Hünen“, Riesen. - Nach Karl Lange stammt „Hünenberg“ von den Hühnervögeln, die in den Wald- und Heidegebieten lebten. Die Hünenbergstraße liegt in Brink und führt von der Franzosenstraße westwärts nach Brink hinein bis nach Dinslaken, wo sie als Brinkstraße fortgesetzt wird. Diesen Namen trug sie bis 1917 auch in Oberhausen. |      |
| Im Gemeindegrund    | 350                                 | früher gemeinschaftlich genutztes Gebiet                                                                                                |                     | Bis 1858 war diese Fläche als „Gemeinheit“, in Gemeinschaft vom ganzen Dorf genutzte Gegend, ausgewiesen. Die Straße Im Gemeindegrund verbindet Walsumermarkstraße und Buchenweg. |      |
| Im Quellgrund       | 260 alle Straßenabschnitte zusammen | Quellhorizont |                     | Da der Boden der hochgelegenen Walsumermark und Königshardt zu großen Teilen aus wasserundurchlässigem Ton besteht, entsteht hier, am Abfall der Terrassenkante in Richtung Schmachtendorf, ein Quellhorizont, nach dem die Straße benannt ist. Die Straße Im Quellgrund liegt bogenförmig am Ende des Kramtswegs. |      |
| Im Steinhaidchen    | 220                                 | alte Flurbezeichnung |                     | Nach der dritten Eiszeit blieb viel Moränenschutt im Gebiet der Walsumermark zurück. Nach diesen Findlingen nannte man die Gegend früher „Großsteinhaidchen“. Die Straße Im Steinhaidchen führt bogenförmig von der Lärchenstraße zu Auf der Haardt. |      |
| Im Torfveen         | 740 ohne Stichstraßen: 260          | mooriges Gebiet mit Torfschichten |                     | Im Torfveen verbindet im Osten der Walsumermark Meisenstraße und Zum Brunsloh. Sechs Querstraßen zu Am Vogelherd sind ihr zugeordnet. |      |
| Im Weidenkamp       | 120                                 | ehemaliges Weideland |                     | Der Bereich zwischen Rüsterweg und Walsumermarkstraße war seit 1890 Abbaustätte für den Lehm, der in den Ziegeleien der Walsumermark zu Dachziegeln gebrannt wurde. Als dieser vollständig abgebaut war, wurde das Land kultiviert und noch bis 2005 als Viehweide genutzt. Die Straße Im Weidenkamp ist eine Stichstraße zum Rüsterweg. |      |
| Imhöfchen           | 60                                  | Immenhöfken, Teil der Walsumermark |                     | Das Immenhöfken war der Bienenhof der Walsumermark. Nach diesem wurde die kurze Stichstraße zur Immenstraße benannt. |      |
| Immenstraße         | 800                                 | Immenhöfken, Teil der Walsumermark |                     | Das Immenhöfken war der Bienenhof der Walsumermark. Die Immenstraße führt von der Pfalzgrafenstraße nordwärts in den Hiesfelder Wald. |      |
| In der Mark         | 270 ohne Stichstraßen: 240          | Walsumer Mark |                     | Mit der „Mark“ ist das Kerngebiet der Walsumermark gemeint, durch das diese Straße führt. Sie stellt eine Stichstraße zur Stollenstraße dar und endet kurz vor Am Uhlensterz. |      |
| Julius-Brecht-Anger | 440 alle Straßenabschnitte zusammen | Julius Brecht, 1900–1962, Initiator und Förderer des sozialen Wohnungsbaus                                                              |                     | Am Julius-Brecht-Anger, zwischen Buchenweg und Ebereschenweg, befindet sich am Rande des Sterkrader Waldes die verwinkelte Altensiedlung der Hermann-Albertz-Stiftung. |      |
| Kiefernstraße       | 400                                 | Kiefern, Baumgattung |                     | In Anlehnung an den alten Namen Tannenstraße wurde diese Straße 1917 nach dem Nadelbaum Kiefer benannt. Die Kiefernstraße führt von der Walsumermarkstraße zum Buchenweg, sie ist allerdings auf einem Stück zwischen Auf der Haardt und Walsumermarkstraße nur ein Fußweg. |      |
| Köstersfeld         | 900 alle Straßenabschnitte zusammen | Köstershof, altes Bauerngut |                     | Der Hof wird seit 1868 von der Familie Köster bewirtschaftet, die sie vom Ackerwirt Gerhard Tenter für 3400 Taler erworben hat. Das Köstersfeld liegt nördlich der Neukölner Straße, ihr sind mehrere Stichstraßen zugeordnet. |      |
| Kooksweg            | 100                                 | Kookskotten, altes Bauerngut |                     | Im Jahre 1900 errichtete Gerhard Kook auf dem Gelände des alten Trappmannshofes am Buchenweg ein Haus für 4.700 Mark, den Kookskotten. Bis 1938 bewirtschaftete er den Hof, später übernahm sein Sohn, dann sein Enkel de Kotten. 1972 verkaufte der Enkel das Anwesen an die Stadt Oberhausen, die das alte Haus abreißen ließ. Gerhard Kooks Urenkel wohnt heute noch als vierte Generation vor Ort am Kooksweg. Der Kooksweg ist eine Stichstraße zu Auf der Haardt, die auf eine dem Buchenweg zugeordnete Nebenstraße trifft. |      |
| Kopernikusstraße    | 560                                 | Nikolaus Kopernikus, 1473–1543, Astronom und Domherr                                                                                    |                     | Die Kopernikusstraße ist eine Stichstraße zu Zum Ravenhorst und endet in einem großen Kreis. Sie liegt in Brink. |      |
| Kramtsweg           | 350                                 | Gemeiner Wacholder, hier auch Krammet oder sehr selten Kramt genannt                                                                    |                     | Am Kramtsweg wuchsen früher viele Wacholdersträuche, die zur Benennung geführt haben. Der Kramtsweg führt von der Neukölner Straße bis kurz vor die Walsumermarkstraße. |      |
| Kreienbergweg       | 1000                                | „Kreienbergskate“, alter Bauernhof |                     | Die Kreienbergskate steht an der Hünenbergstraße. Der Kreienbergweg führt von der Franzosenstraße in den Hiesfelder Wald. Er diente während |      |
| Lärchenstraße       | 450                                 | Lärchen, Baumgattung | 1917                | Die Lärchenstraße verbindet Buchenweg und Walsumermarkstraße im Osten des Stadtteils parallel zur Kiefernstraße. Bis 1917 trug sie den Namen Karlstraße. |      |
| Lickumstraße        | 450                                 | „Lichtung“ |                     | Der alte Name „Lickum“ (früher „Lykum“, „Loykum“) bezeichnet einen Teil der Waldfläche der Walsumermark, der Name geht zurück auf eine Siedlung am oder im Wald, mit der wohl der Barmscheidshof gemeint ist. Die Lickumstraße führt von der Neukölner Straße nordwärts zur Kreuzung Höhenweg/Hirschkampstraße/Zum Ravenhorst, hinter der sie als Franzosenstraße fortgeführt wird. |      |
| Meisenstraße        | 500                                 | Meise, Vogelart | 1917                | Die Meisenstraße führt im Osten der Walsumermark vom Höhenweg zur Immenstraße. Sie trug bis 1917 den Namen Bussardstraße. |      |
| Mergelkuhle         | 110                                 | alte Tongrube |                     | Die Mergelkuhle ist eine Seitenstraße im Bogen von Auf der Hütung. Die Siedlung an der Mergelkuhle ist in einer Kuhle entstanden, in der „Mergel“, ein Gemisch aus Kalk und Ton, durch Bauern abgebaut wurde, da sie ihn als Dünger benötigten. Ab 1870 wurde eine Dachziegelei durch den Sterkrader Wilhelm Heiermann in der Kuhle betrieben, später übernahm Johannes Klasen die Hütte. 1921 wurde der Betrieb stillgelegt, 1932 ließ die Stadt Sterkrade die Gebäude abreißen. 1971 erwarb die katholische Kirche ein Grundstück an der Mergelkuhle von der evangelischen Kirchengemeinde Königshardt und ließ darauf die Pfarrkirche St. Theresia vom Kinde Jesu erbauen. Seit 2008 ist St. Theresia Teil der Pfarrei St. Clemens in Sterkrade.            |      |
| Neukölner Straße    | 1600                                | Neuköln | 1917                | Mit Neuköln ist die Siedlung beiderseits der Franzosenstraße gemeint, die ihren Namen deswegen trägt, weil sie früher Teil einer kurkölnischen Gemarkung war. Die Neukölner Siedlungsgemeinschaft entstand um 1900, nachdem ein Lotterieklub in der Gaststätte „Zum Hirschkamp“ den Hauptpreis gewann und sich mehrere Gewinner ein Haus an der Franzosenstraße errichten konnten. Die Neukölner Straße führt als nördlichste der drei Hauptachsen Walsumermarks von der Bundesautobahn 3 als Fortsetzung der Schmachtendorfer Straße nordostwärts zum Höhenweg. Bis 1917 hieß sie Ritterstraße. |      |
| Olbergsholz         | 230 ohne Stichstraßen: 210          | „Wald des Eulerich“ |                     | Der Siedler Adolf Eulerich wohnte früher in der Gegend, nach ihm wurde das hügelige Gelände am Buchenweg Olbergs Berg genannt. Ein Teil dieses Geländes bestand aus lichtem Wald und wurde daher Olbergsholz genannt. Das Olbergsholz liegt als Fortführung des Olbergswegs hinter Am Dunkelschlag. |      |
| Olbergsweg          | 550 ohne Stichstraßen: 350          | „Weg des Eulerich“ | 1917                | Der Siedler Adolf Eulerich wohnte früher in der Gegend, nach ihm wurde das hügelige Gelände am Buchenweg Olbergs Berg genannt. Der Olbergsweg führt in einem Bogen von der Walsumermarkstraße zu Am Dunkelschlag, hinter der Kreuzung wird er als Olbergsholz fortgeführt. Bis 1917 war er Teil der alten Heidstraße. |      |
| Pfalzgrafenstraße   | 2000                                | Pfalzgrafen, adlige Herrscher | 1934                | Die Pfalzgrafenstraße ist nach den Herrschern der Rheinpfalz benannt, aus der die ersten Bewohner der Königshardt und der Walsumermark geflohen sind. Die Pfalzgrafenstraße bildet die Grenze zwischen Königshardt und Walsumermark, sie führt vom Höhenweg als Fortsetzung des Buchenwegs bis hinter die Königshardter Straße in den Hiesfelder Wald. Bis 1934 hieß sie zwischen Höhenweg und Königshardter Straße Hardtstraße, im weiteren Verlauf Grenzstraße. |      |
| Pfeilstraße         | 700                                 | willkürliche Benennung | 1917                | Die Benennung der Pfeilstraße erfolgte ohne besonderen Sinn. Die Straße liegt in Brink und führt in einem Bogen vom Starenweg zur Hünenbergstraße, hinter dieser wird sie im Wald bis zur Stadtgrenze nach Dinslaken fortgeführt. In Dinslaken heißt die Fortsetzung Hinter den Kämpen. Bis 1917 hieß die Pfeilstraße Grundstraße. |      |
| Prinzenstraße       | 350                                 | Prinz, Titel für nichtregierende Angehörige von Fürstenhäusern                                                                          |                     | Die Prinzenstraße wurde zur Zeit Kaiser Wilhelms II. nach dem Herrscherhaus benannt. Sie führt vom Buchenweg in einem Bogen zur Lärchenstraße. |      |
| Rua Hiroshima       | 260                                 | Hiroshima, japanische Stadt, Ziel des ersten kriegerischen Kernwaffeninsatzes                                                           | 2004                | Der Name „Rua Hiroshima“ weist auf die Verbundenheit der Oberhausener Hilfsorganisation Friedensdorf International, die sich an dieser Straße befindet und in der Kinder aus Kriegs- und Krisengebieten mit Verletzungen betreut werden, mit Japan hin. |      |
| Rüsterweg           | 270                                 | Rüstern, Baumgattung |                     | Der Rüsterweg führt vom Buchenweg in einem Bogen zu Im Gemeindegrund, hinter der Kreuzung wird er als Auf der Hütung fortgesetzt. |      |
| Schlägerheidstraße  | 850                                 | Schlägerheide, Teil des Hiesfelder Walds                                                                                                |                     | Die Schlägerheide ist ein Teilbereich des Hiesfelder Waldes, in dem sich diese Straße befindet. Der Name weist auf schlagreife Holzbestände hin. Die Schlägerheidstraße führt von der Franzosenstraße in den Hiesfelder Wald hinein. |      |
| Starenweg           | 700                                 | Stare, Vogelgattung | 1936                | Der Starenweg führt in Brink von der Hünenbergstraße bis Zum Ravenhorst. Im Kern Walsumermarks wird er als Gabelstraße fortgeführt. Bis 1936 trug der Starenweg den Namen Hühnerbergstraße. |      |
| Stöffkensfeld       | 190                                 | Stöffkenskathe, alter Bauernhof |                     | Die Stöffkenskathe war einer der ältesten Bauernhöfe der Walsumermark, erwähnt bereits um 1570 als Besitz der Bürger-Schützengilde von Holten. Seit 1683 werden die Stöffkens stets mit dem Zusatz „int Waldhuck“ (Waldhuck) versehen. Das Stöffkensfeld ist eine kleine, bogenförmige Verbindung zwischen An der Pannhütte und Köstersfeld. |      |
| Stollenstraße       | 220                                 | Stollen, Bezug zum Bergbau | 1917                | Die Stollenstraße verbindet im Osten der Walsumermark Sudeten- und Walsumermarkstraße. Bis 1917 hieß sie Friedrichstraße. |      |
| Sudetenstraße       | 100                                 | Sudeten, Gebirgszug in Tschechien |                     | Die Sudetenstraße führt im Osten der Walsumermark vom Kramtsweg zur Stollenstraße. Bis 1917 hieß sie Weiherstraße, danach war sie Teil von Maxstraße und Ringofenstraße. |      |
| Tüsselstraße        | 350                                 | Tüsselbeck, nahe gelegener Bachlauf |                     | Die Tüsselstraße ist nach dem nahegelegenen Bach benannt. Sie führt von der Neukölner zur Walsumermarkstraße. |      |
| Walsumermarkstraße  | 1700                                | nach Walsumermark selbst benannt | 1917                | Die Walsumermarkstraße als mittlere Straße der Walsumermark zwischen Buchenweg und Neukölner Straße ist nach dem Stadtteil selbst benannt. Hier liegt auch die Walsumermarkschule von 1879. Sie führt von der Bundesautobahn 3 bis zum Höhenweg, zwischen dem Olbergsweg und Am Ringofen ist sie allerdings nur ein Fußweg. Sie hieß bis 1917 Mittelstraße. |      |
| Weiselweg           | 65                                  | | 2. Feb. 2012        | Der Weiselweg bildet eine kurze Stichstraße zur Immenstraße im Osten der Walsumermark. |      |
| Zum Brunsloh        | 290                                 | „brauner Wald“ |                     | Die Bezeichnung „brauner Wald“ deutet auf den moorigen Boden des Waldgeländes hin. Die Straße Zum Brunsloh führt im Osten der Walsumermark von der Immenstraße zu Im Torfveen. |      |
| Zum Buchenbach      | 90                                  | Buchenbach, nahegelegener Bachlauf |                     | Der Buchenbach sickert aus mehreren Rinnsalen aus den Feuchtwiesen zwischen Höhenweg und Stollenstraße zusammen. Er unterquert den Höhenweg und fließt in den Hiesfelder Wald zum Rotbach. Die Straße Zum Buchenbach ist eine Stichstraße zur Neukölner Straße. |      |
| Zum Ravenhorst      | 1300 im Stadtteil                   | mit Sträuchern bewachsene Anhöhe, auf der sich Raben niederlassen                                                                       | 1917                | Der Ravenhorst ist die Anhöhe oberhalb der Bundesautobahn 3. Er wurde erstmals 1672 im Kirchenbuch von Hiesfeld erwähnt. Die Straße Zum Ravenhorst führt zwischen Brink und dem Kern der Walsumermark entlang bis in das Gebiet westlich der Autobahn, das Schmachtendorf zugerechnet wird. Bis 1917 trug die Straße den Namen Horststraße. |      |